# Rám Mohan Ráj
Rám Mohan Ráj (Bengáli írással: রাজা রামমোহন রায় ) (1772. május 22. – Bristol, 1833. szeptember 27.) indiai vallási, társadalmi és oktatási reformer, 1828-ban  monista alapokon álló reformista hindu irányzatot hozott létre Bráhmo Szabha néven, amelyből később a Bráhmo Szamádzs szociális-vallási mozgalom fejlődött ki. A modern India megalapítójának is tartják. A brit fennhatóság alatt vitatta a hagyományos hindu kultúra néhány alapvetését és kijelölte a modern India fejlődésének alapvonalait. Ellenezte a hinduk között elterjedt gyermekházasságot és az özvegyek önkéntes tűzhalálát, a szatit, az özvegyek újraházasodásának tilalmát, a nők diszkriminációját, a poligámiát és a kasztrendszert.
Politikai szerepét a hagyományos indiai kultúra és a nyugati eszmevilág közeledésének  megteremtésében látta. Tevékenységét a felvilágosodás és humanizmus eszméje hatotta át.
A brit uralommal szemben lojális volt, de műveiben az indiaiakat öntudatos magatartásra ösztönözte.
Teológiájában központi helyen az Egyetlen Igaz Alaktalan Isten áll, aki a politeista hindu hitvilág felfogásától eltérően egyben az egyedül imádandó, vallásoktól és felekezetektől független igazság. Tanítása szerint, egyedülvalósága miatt Isten egyetemleges, a hívő, legyen az muszlim, keresztény vagy zsidó, vagy bármely vallású, őt imádja. A hindu vaisnavák és saivák  istene is ő, így végső soron egy világvallás alapja.
Mivel nem léteznek próféták, és Krisztus kiemelt szerepe sem indokolt, tanait muszlim és keresztény részről is bírálták. Az ortodox hinduk a politeizmus tagadása és az évezredes  tradíciók elvetése miatt támadták.
II. Akbár mogul sah rádzsa címmel ruházta fel, hogy méltóképp képviselhesse őt az angol udvarnál. 1833-ban Bristolban halt meg.